# Common
Ne doit pas être confondu avec Commons ou Common Sense.
Lonnie Rashid Lynn, Jr., dit Common et anciennement Common Sense, est un rappeur et acteur américain, né le 13 mars 1972 à Chicago, dans l'Illinois.
Common est né et a grandi dans les quartiers sud de Chicago, une ville dans laquelle la scène hip-hop possède peu de représentants. Au début des années 1990, son premier nom de scène est « Common Sense ». Jusqu'en 2000 et à l'image de Gang Starr, A Tribe Called Quest ou des Roots, sa musique se caractérisait par une large utilisation d'échantillons de morceaux jazz et soul, de même qu'une écriture pacifiste et érudite.

## Biographie

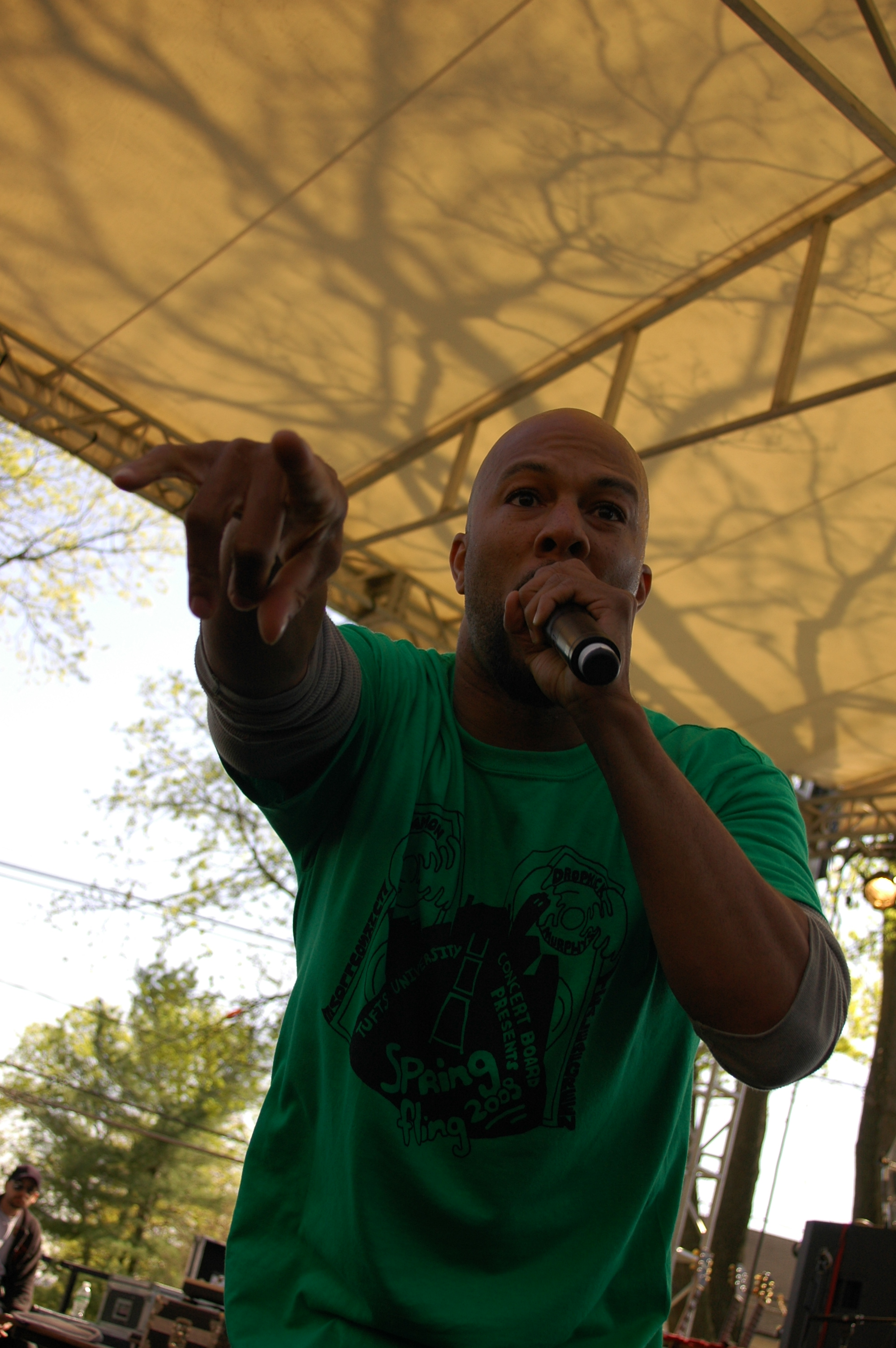
Common lors d'un live.

Common Sense publie en 1992 un premier opus produit par No I.D., Can I Borrow a Dollar?, puis Resurrection en 1994, qui le fit connaître via le single I Used to Love H.E.R.. Un conflit avec le rappeur Ice Cube et sa formation Westside Connection contribue également à faire parler de lui. En 1997, One Day It'll All Make Sense et les collaborations notables de Lauryn Hill et Erykah Badu assoient un peu plus son succès populaire, avant la parution en 2000 de Like Water for Chocolate, un disque très influencé par ses idoles de la musique soul et conçu avec les Soulquarians (Ahmir « ?uestlove » Thompson, Jay Dee, D'Angelo, Bilal et James Poyser).
En 2002, Electric Circus marque un tournant puisque son ambition de proposer un mélange entre rap, rock et electro, rencontre une incompréhension du public et de ses proches -à l'inverse, la critique est élogieuse- qui l'amène à revenir aux recettes traditionnelles du hip-hop. C'est ainsi qu'il s'associe avec le producteur en vogue Kanye West à compter de l'album Be, édité en 2005.
En 2006, il apparaît dans le documentaire musical de Michel Gondry, Dave Chappelle's Block Party, mais également dans les films Mi$e à prix et American Gangster. En 2007, il interprète la chanson A Dream sur la bande son du film Écrire pour exister. En 2008, il apparaît dans le clip de la chanson Yes We Can de will.i.am avec plusieurs autres célébrités pour supporter l'élection de Barack Obama. Après la cérémonie des Grammy Awards où il gagne le prix de la « meilleure prestation rap en duo » (South Side avec Kanye West), il annonce la sortie de son huitième album intitulé Universal Mind Control. Common a bien sûr fait appel aux Neptunes et à Mr. DJ pour la production et entre autres à Kanye West, Cee-Lo et Martina Topley-Bird pour les featurings. En 2009, il apparaît dans une publicité pour Only the Brave, un parfum de la marque Diesel. Il collabore également avec les Jonas Brothers.
Son neuvième album, The Dreamer, The Believer, sort en décembre 2011 et est entièrement produit par No I.D.. Début juin 2014, Common annonce avoir signé un contrat sur le label No I.D.'s Artium/Def Jam qui publiera son prochain opus, Nobody's Smiling, le 22 juillet 2014.
En 2015, il remporte de nombreux prix pour le titre Glory, en duo avec John Legend et présent sur la bande originale du film Selma. Ils obtiennent notamment l'Oscar de la meilleure chanson originale.
Le 23 septembre 2016, Common annonce la sortie de son onzième album studio, Black America Again, le 28 octobre 2016, en proposant un clip du premier extrait. Le morceau, Black America Again, auquel participe Stevie Wonder, dénonce les violences policières et le racisme envers les Afro-Américains. L'opus sur lequel on retrouvera John Legend, Anderson .Paak, The Internet ou encore Jay Electronica devrait être, selon son auteur, très politique car il y revisitera l'histoire noire américaine. En 2017, il joue aux côtés de l'acteur Keanu Reeves, dans John Wick 2.
Le 9 mars 2018 sort un album collaboratif titré August Greene. Pour cet opus, Common a retrouvé deux artistes de jazz avec qui il avait travaillé sur Black America Again, le producteur et batteur Karriem Riggins et le pianiste Robert Glasper. Les trois musiciens avaient interprété leur chanson Letter to the Free lors de la 69e cérémonie des Primetime Emmy Awards, chanson, extraite du documentaire Le 13e, qui a remporté le prix de la meilleure musique originale.
Il est une figure du « rap conscient », qui cherche à lutter contre le racisme et les inégalités, et promet en 2011 de ne plus utiliser d’insultes homophobes dans ses paroles.

### Vie privée
Il a partagé sa vie avec la chanteuse Erykah Badu, avec laquelle il a remporté son premier Grammy pour la chanson qu'il a chantée avec elle, Love of My life (An Ode to Hip-Hop). Il a également vécu avec l'actrice Taraji P. Henson puis avec la joueuse de tennis Serena Williams, de 2007 à 2010.

## Discographie

### Albums studio
- 1992 : Can I Borrow a Dollar?
- 1994 : Resurrection
- 1997 : One Day It'll All Make Sense
- 2000 : Like Water for Chocolate
- 2002 : Electric Circus
- 2005 : Be
- 2007 : Finding Forever
- 2008 : Universal Mind Control
- 2011 : The Dreamer / The Believer
- 2014 : Nobody's Smiling
- 2016 : Black America Again
- 2019 : Let Love
- 2020 : A Beautiful Revolution (Pt1)
- 2021 : A Beautiful Revolution (Pt2)

### Compilations
- 2007 : Thisisme Then: The Best of Common
- 2010 : Go! Common Classics

### Album collaboratif
- 2018 : August Greene (avec Karriem Riggins et Robert Glasper, sous le nom August Greene)

### Singles
- 1992 : Take It EZ
- 1992 : Breaker 1/9
- 1993 : Soul by the Pound
- 1994 : I Used to Love H.E.R.
- 1995 : Resurrection
- 1996 : The Bitch in Yoo
- 1997 : Retrospect for Life (feat. Lauryn Hill)
- 1997 : Reminding Me (Of Sef) (feat. Chantay Savage)
- 1998 : All Night Long (feat. Erykah Badu)
- 1999 : One-Nine-Nine-Nine (feat. Sadat X)
- 1999 : Car Horn (feat. DJ Mark the 45 King)
- 2000 : The 6th Sense (feat. Bilal)
- 2000 : The Light
- 2001 : Geto Heaven Remix T.S.O.I. (The Sound of Illadelph) (feat. Macy Gray)
- 2002 : While I'm Dancin' (feat. Prime)
- 2002 : Come Close (feat. Mary J. Blige)
- 2004 : Panthers (feat. dead prez & The Last Poets)
- 2004 : The Food (feat. Kanye West)
- 2005 : The 6th Sense (feat. Kanye West & The Last Poets)
- 2005 : Go! (feat. Kanye West & John Mayer
- 2005 : Testify
- 2005 : Faithful (feat. Bilal & John Legend
- 2007 : I Have a Dream (feat. Will.i.am)
- 2007 : The People (feat. Dwele)
- 2007 : The Game (feat. DJ Premier)
- 2007 : Drivin' Me Wild (feat. Lily Allen)
- 2007 : I Want You (feat. Will.i.am)
- 2008 : Universal Mind Control (feat. Pharrell Williams)
- 2008 : Announcement (feat. Pharrell Williams)

### Collaborations
- 1998 : Respiration de Black Star (Mos Def & Talib Kweli)
- 1999 : Jam d'Alliance Ethnik feat. Rahzel
- 2000 : Full Moon d'Armand van Helden
- 2002 : Love of My Life (An Ode to Hip-Hop) d'Erykah Badu
- 2002 : Dance For Me de Mary J. Blige
- 2004 : Get Em High de Kanye West feat. Talib Kweli
- 2004 : Ghetto Show de Talib Kweli feat. Anthony Hamilton
- 2005 : SupaStar de Floetry
- 2005 : My Way Home de Kanye West
- 2006 : Goodlife de T.I feat. Pharrell Williams
- 2006 : E=MC2 de J Dilla
- 2006 : So Far To Go d J Dilla feat. D'Angelo
- 2007 : Tell Me What We're Gonna Do Now de Joss Stone
- 2008 : Angel de The Game
- 2008 : The Show des Roots feat. Dice Raw
- 2009 : Don't Charge Me for the Crime des Jonas Brothers
- 2009 : Make Her Say de Kid Cudi feat. Kanye West
- 2009 : Decision de Busta Rhymes feat. Jamie Foxx, Mary J. Blige & John Legend
- 2012 : Favorite song de Colbie Caillat

### Bandes originales
- 1996 : Get on the Bus : The Remedy
- 1999 : Hurricane Carter (film) : The Hurricane
- 1999 : L'Enfer du dimanche (Any Given Sunday) : Any Given Sunday
- 2000 : The Very Black Show : The Light [Remix]
- 2002 : Orange County : The Light
- 2002 : Brown Sugar : Love of My Life (An Ode to Hip Hop) & I Used to Love H.E.R.
- 2005 : Dave Chappelle's Block Party : Get Em High, Move Somethin', Jesus Walks, Love of My Life, Umi Says & Get By
- 2006 : Mi$e à prix (Smokin' Aces) : Play Your Cards Right
- 2007 : Écrire pour exister (Freedom Writers) : A Dream
- 2010 : Love and Game (Just Wright)
- 2014 : Selma : Glory

## Filmographie

### Cinéma
- 2002 : Brown Sugar, de Rick Famuyiwa : lui-même
- 2005 : Dave Chappelle's Block Party, de Michel Gondry : lui-même
- 2006 : Mi$e à prix (Smokin' Aces), de Joe Carnahan : Sir Ivy
- 2007 : American Gangster, de Ridley Scott : Turner Lucas
- 2008 : Au bout de la nuit (Street Kings), de David Ayer : Coates
- 2008 : Wanted : Choisis ton destin (Wanted), de Timur Bekmambetov : The Gunsmith
- 2009 : Terminator Renaissance (Terminator Salvation), de McG : Barnes
- 2010 : Crazy Night (Date Night), de Shawn Levy : Collins
- 2010 : Love and Game (Just Wright), de Sanaa Hamri : Scott McKnight
- 2011 : Happy Feet 2, de George Miller : Seymour (voix)
- 2012 : La Drôle de vie de Timothy Green, de Peter Hedges
- 2013 : Luv, de Sheldon Candis : Vincent
- 2013 : Insaisissables (Now You See Me) de Louis Leterrier : Evans
- 2013 : My Movie Project (Movie 43) de Peter Farrelly : Bob Mone
- 2014 : Selma d'Ava DuVernay : James Bevel
- 2015 : Night Run (Run All Night) de Jaume Collet-Serra : Andrew Price
- 2016 : Suicide Squad de David Ayer : Monster T
- 2016 : Barbershop 3 de Malcolm D. Lee : Jabari
- 2016 : Being Charlie de Rob Reiner : Travis
- 2017 : John Wick 2 (John Wick: Chapter 2) de Chad Stahelski : Cassian
- 2017 : A Happening of Monumental Proportions de Judy Greer
- 2017 : Love Beats Rhymes de RZA : Coltrane
- 2017 : Megan Leavey de Gabriela Cowperthwaite : Gunny Martin
- 2018 : The Tale de Jennifer Fox : Martin
- 2018 : Here and Now de Fabien Constant : Ben
- 2018 : Ocean's 8 de Gary Ross : lui-même
- 2018 : Hunter Killer de Donovan Marsh : John Fisk
- 2018 : The Hate U Give - La Haine qu'on donne (The Hate U Give) de George Tillman Jr. : oncle Carlos
- 2019 : Les Baronnes (The Kitchen) d'Andrea Berloff : Gary Silvers
- 2019 : The Informer d'Andrea Di Stefano
- 2020 : Ava de Tate Taylor : Michael
- 2022 : Alice : De l'esclavage à la liberté de Krystin Ver Linden : Frank
- 2023 : Fool's Paradise de Charlie Day : The Dagger
- 2024 : Breathe de Stefon Bristol : Darius

À venir[Quand ?] : Tomb Raider le retour de Lara Croft (Tomb Raider the return of Lara Croft) de Ric Roman Waugh : Kin "Kold" Kade 

### Télévision
- 2003 : Girlfriends (série télévisée) - Saison 3, épisode 12 : Omar
- 2004 : Game Over (série télévisée) : Common (voix)
- 2004 : One on One (série télévisée) - Saison 3, épisode 18 : Darius
- 2011 : Single Ladies (série télévisée) - Épisode pilote : Mayor Howard
- 2011 à 2014 : Hell on Wheels : L'Enfer de l'ouest (Hell on Wheels) (série télévisée) : Elam Ferguson
- 2021 : Mes premières fois (série télévisée) - Saison 2: Dr Chris Jackson
- Depuis 2023 : Silo : Robert Sims

### Jeux vidéo
- 2009 : Wanted : Les Armes du destin (Wanted: Weapons of Fate) : Brummel (voix)
- 2009 : Terminator Renaissance : Barnes (voix)

## Voix françaises
| - Daniel Njo Lobé dans : - Au bout de la nuit - Crazy Night - My Movie Project - The Hate U Give : La Haine qu'on donne - The Informer - Ava - Mes premières fois (série télévisée) - Silo (série télévisée) - Mark Grosy dans : - American Gangster - Terminator Renaissance - Suicide Squad - Günther Germain dans : - Insaisissables - Night Run - The Tale (2e doublage) | - Namakan Koné dans : - The Mindy Project (série télévisée) - Hunter Killer - All About Nina (en) - Paul Borne dans : - Mi$e à prix - La Garde du Roi lion (voix) - Frantz Confiac dans : - Wanted : Choisis ton destin - Gaufrette et Mochi (en) (série télévisée) - Thierry Desroses dans : - Hell on Wheels : L'Enfer de l'ouest (série télévisée) - Barbershop: The Next Cut Et aussi - Christophe Peyroux dans Selma - Hervé Furic dans Ocean's 8 - Bruno Henry dans Here and Now - Jean-François Bordier dans Fool's Paradise |

## Publication
- (en) Common et Adam Bradley, One Day It'll All Make Sense, Atria Books, 2012 (ISBN 978-1451625882)